# Thermopsideae
tông Thermopsideae là một tông thực vật thuộc họ Fabaceae.
Các chi sau đây thuộc tông này theo USDA:
- Ammopiptanthus S. H. Cheng
- Anagyris L.
- Baptisia Vent.
- Pickeringia Nutt. ex Torr. & A. Gray
- Piptanthus Sweet
- Thermopsis R. Br.

## Hình ảnh

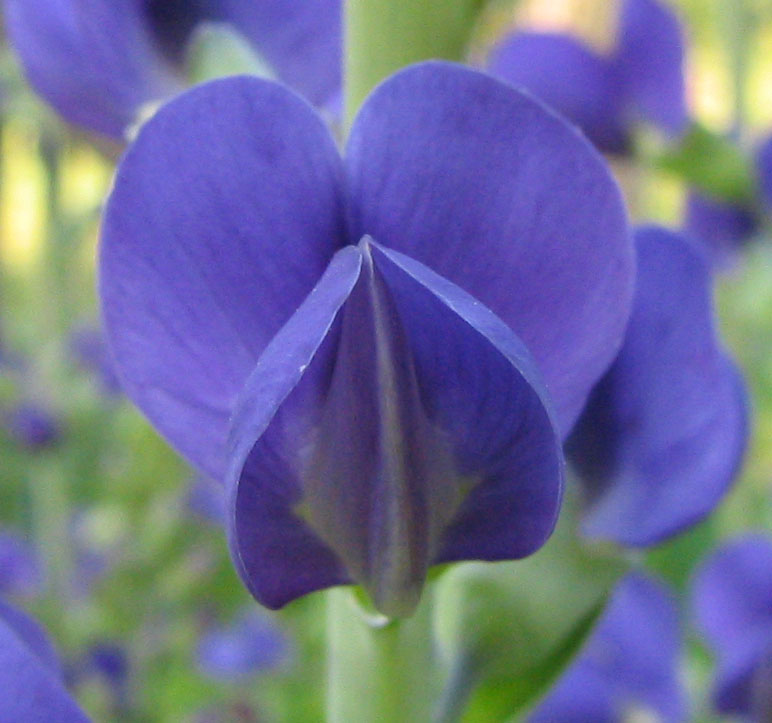
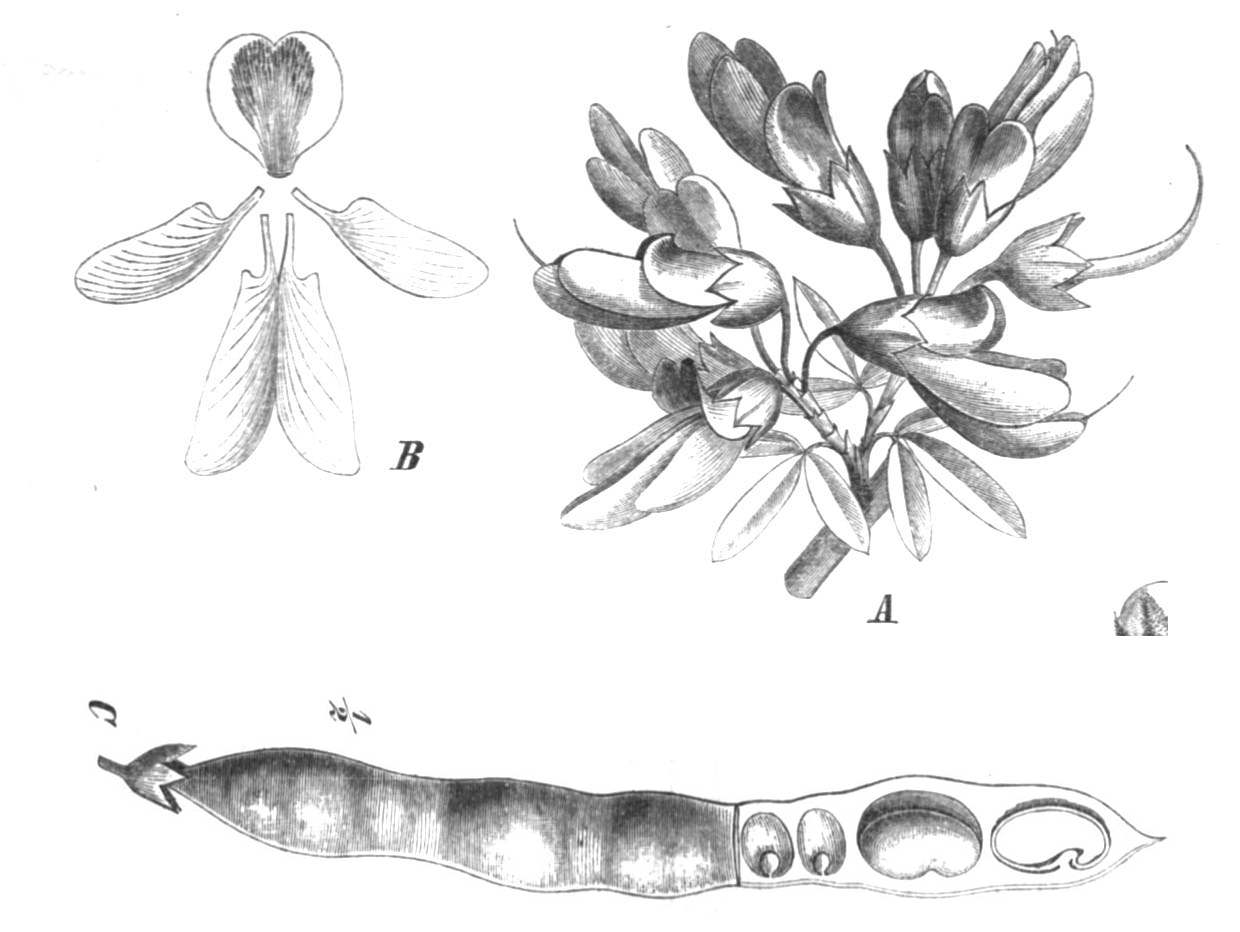
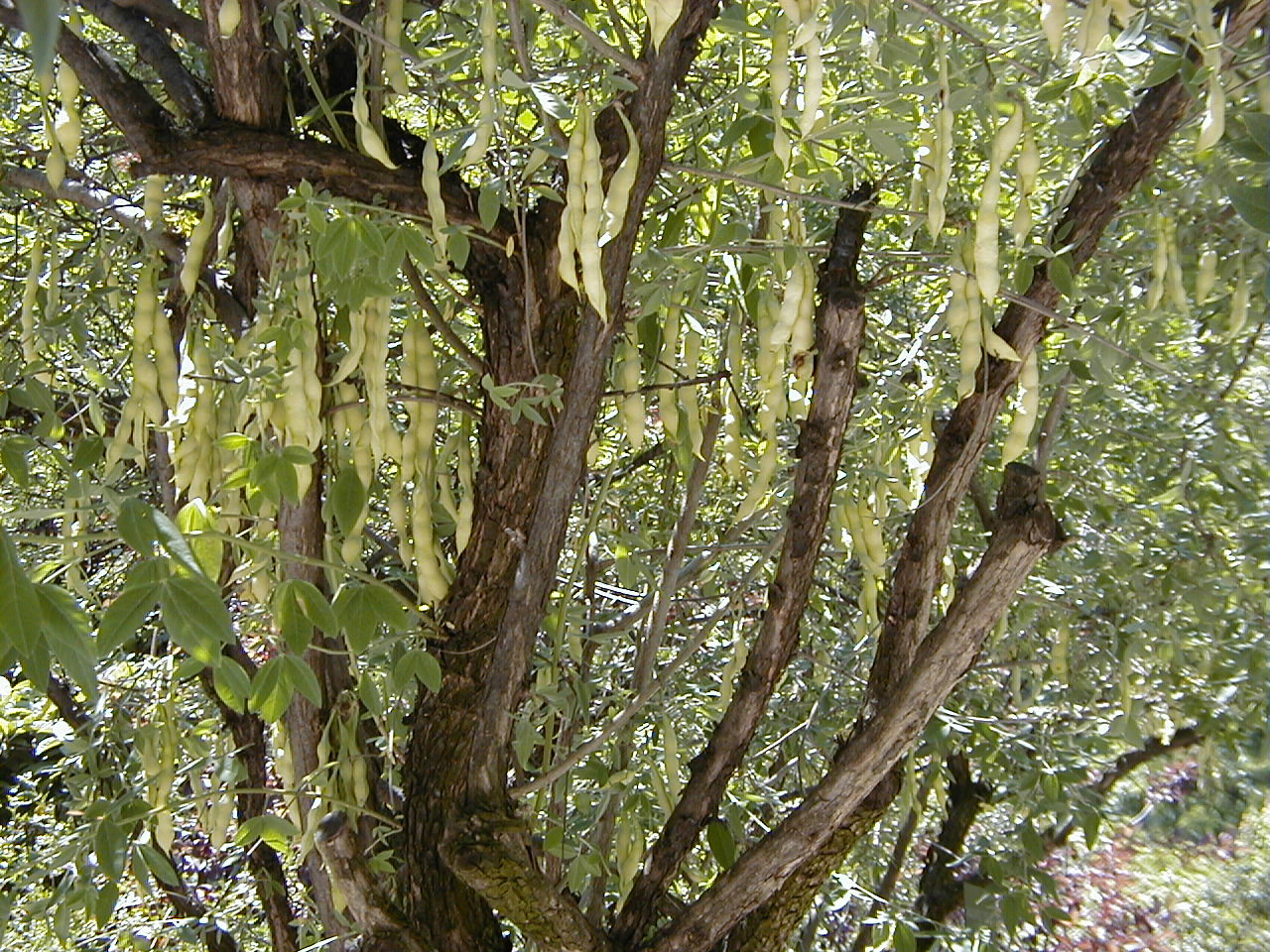
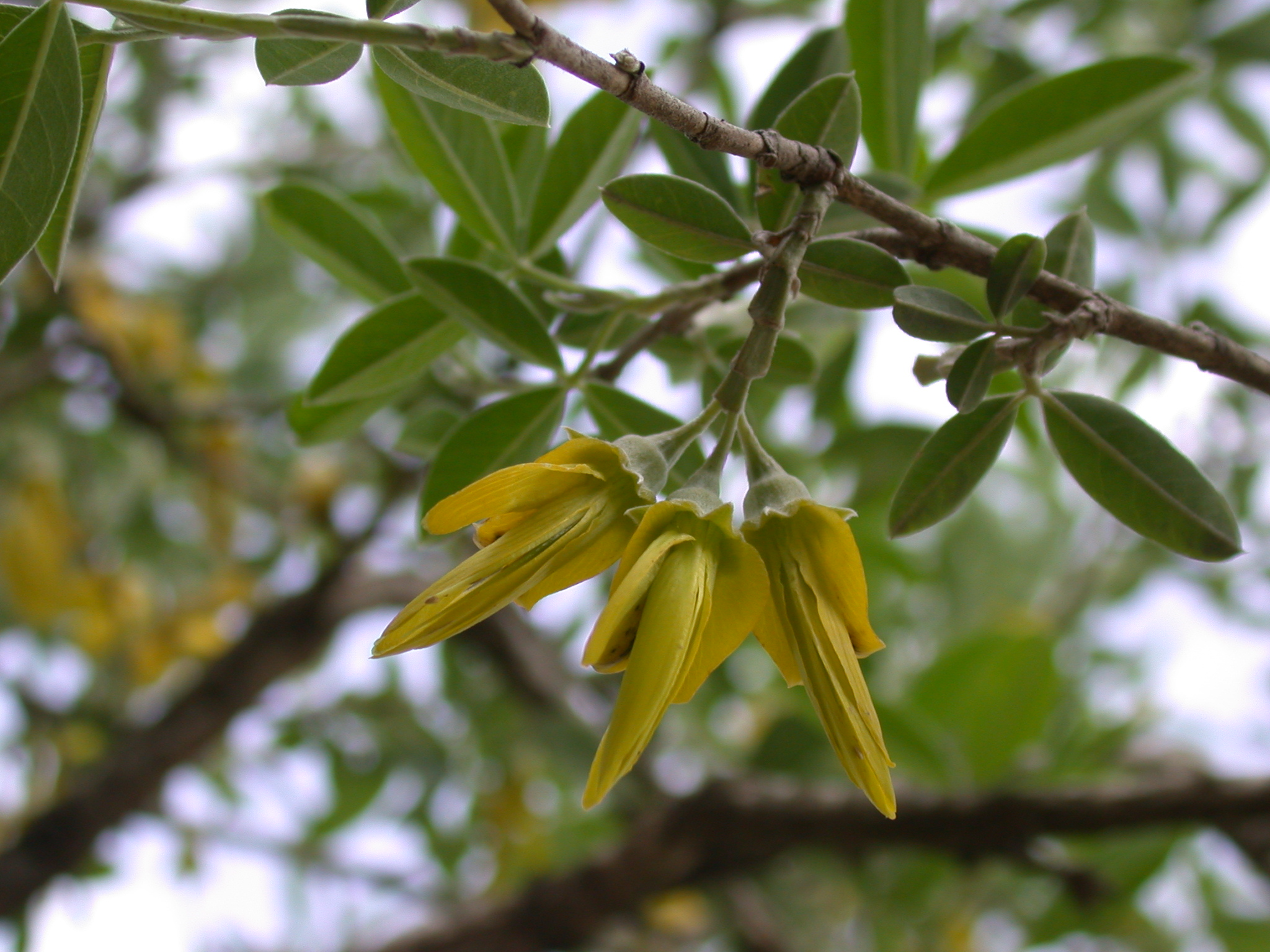